# Gyökössy Endre (költő)
Gyökössy Endre, születési nevén Gyökös András (Szeghalom, 1880. november 30. – Budapest, 1957. február 13.) MÁV-felügyelő, író, költő, lapszerkesztő. Gyökössy Endre református lelkész édesapja.

## Életútja
Gyökös József szabómester és Hegedűs Terézia fiaként született. Tizenkét testvére közül ő volt a legidősebb. Szarvason végezte el a gimnáziumot, Debrecenben és Budapesten hallgatott jogot és bölcsészetet. Debrecenben a Debreceni Főiskolai Lapokat szerkesztette, alelnöke volt a Bethlen Gábor Körnek, elnöke a Kossuth Szövetségnek. Joghallgatóként ő hívta életre a Bokréta költői társaságot. Ennek tagjaival (Baja Mihály, Gulyás József, Madai Gyula és Oláh Gábor) verseiket Bokréta címmel közösen jelentették meg (1902, 1905 és 1908, majd 1928). Egyetemi éveit megszakítva 1904 októberében önkéntesként katonai szolgálatát letöltötte. 1905. október 16-án a budapesti tudományegyetem bölcsészettudományi karára iratkozott át, s 1908 őszén miniszteri engedéllyel tette le szigorlatait. Az államtudományok területén Budapesten szerzett doktori fokozatot. 
1908. szeptember 28-án került a MÁV-hoz, feltehetően nagybátyjait (Gyökössy Lajost és Károlyt) követve. Előbb Érsekújváron két évet szolgált, majd Budapestre helyezték. Itt a MÁV igazgatóság főkönyvtárosaként, később az iskolák és internátusok tanfelügyelőjeként működött. MÁV főtisztviselő (1908–1934); MÁV-főtanácsos (1935–1941). Nyugdíjazásakor engedélyezték számára az igazgatóhelyettesi elnevezés használatát. Nyugdíjasként is tovább dolgozott. 1943-ban mint nyugalmazott MÁV igazgatóhelyettes elnyerte a m. kir. kormányfőtanácsosi címet. 
Tevékenysége kiemelkedő volt a tanügyi, egyházi, internátusi és árvaházi ügyek területén, előbb 1920-ig a tanügyi csoport vezetőjeként, majd a horvátországi iskolák menekült pedagógusai számára az elhelyezés, a munkahelyteremtés (a dunakeszi főműhelytelepen és Pusztaszabolcson elemi iskolák építtetése) megszervezésében. A MÁV kezelésébe vette és bővítette a kőszegi leányárvaházat, a kaposvári és szegedi fiúárvaházat, Szegeden megszervezte a Vasutas Árvák Inasotthonát. 1938–1940-ben Szatmárnémetin és Újvidéken fiúnevelő intézetet és árvaházat hozott létre.
1923-ban a Petőfi Társaság tagjai sorába választotta. Helyettes szerkesztője volt az Én Újságom című ifjúsági lapnak és főszerkesztője a Falusi Esték című folyóiratnak. Számos fórumon jelentek meg művei, tagja volt debreceni Csokonai Körnek és a nagykőrösi Arany János
Társaságnak is. A Protestáns Irodalmi Társaság választmányába is behívták, s elnöke volt a Vörösmarty Irodalmi Társaságnak, az International Mark Twain Society-ben pedig alelnökké
választották. Konzervatív költőnek számított. Számos ifjúsági regénye jelent meg, színdarabokat is írt. 
1910 májusában megnősült, feleségével Süvegjártó Alojziával (másutt Süveggyártó) két gyermekük született: Katalin (egyéves korában elhunyt) és Endre. Családjával 1910-től saját házukban Istvántelken éltek (korábban Rákospalota, később Újpest része). Fia, Gyökössy Endre református teológus, a pasztorálpszichológia magyarországi megalapítója hálásan emlékezett meg gyermekkorának családi hangulatáról, apjáról.
Aktív közreműködője volt a helyi közéletnek, díszelnöke a Kaszinónak, a rákospalotai Arany János utcai református templom presbitere, majd főgondnoka volt az 1930-as években.
A második világháború során nyugdíjazták, azonban kormányfőtanácsosi címére hivatkozva 1948-ban megfosztották Rákospalota díszpolgára címétől, az 1950-es években megvonták a nyugdíját, s kitelepítették. Élete utolsó éveit Szarvason töltötte.
Az újpesti Megyei úti temetőben, családi sírban nyugszik; a sírt a Nemzeti Emlékhely és Kegyeleti Bizottság védetté nyilvánította (2005-ben).

## Fontosabb művei

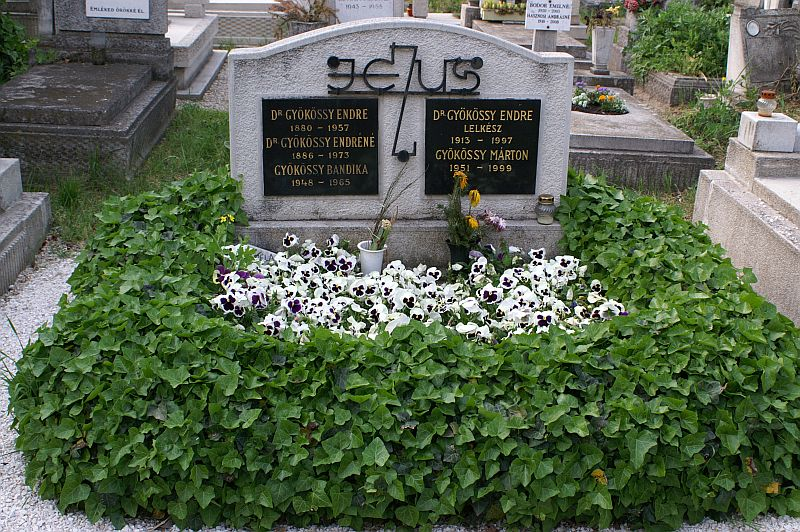
A Gyökössy család sírja 2009-ben

- Bokréta (versgyűjtemény, többekkel, Debrecen, 1902)
- Idegen földön. Újabb költemények. (versek, Szeged, 1905)
- Palkó Debrecenben és más elbeszélések (ifjúsági elbeszélések) /Filléres Könyvtár. 226./ Budapest, 1906
- Szépország száműzöttje. Versek. (1–2. kiad. Budapest, 1921)
- Szép magyar jövendő. Költemények. Budapest: Jegyzők Országos Árvaház-Egyesülete. 1923.
- A termő élet rímei. Új versek. Budapest: Jegyzők Országos Árvaház-Egyesületének Művészeti Osztálya. 1924.
- Földszerető magyarok. Kisregény az ifjú magyaroknak. Budapest: Jegyzők Országos Árvaház-Egyesülete. 1925.
- Táboroznak a palotai cserkészek. Regény. (2. kiadás). Budapest: Jegyzők Országos Árvaház-Egyesülete. 1926
- Zengő szobor. Gunscher Károly rajzaival. Budapest: Jegyzők Országos Árvaház-Egyesülete. 1926.
- A postáskisasszony. Regény. Mühlbeck Károly rajzaival. Budapest: Singer és Wolfner. 1927.
- Nádihegedű. Versek a legapróbb magyaroknak. Mühlbeck Károly rajzaival. Budapest: Singer és Wolfner. 1928.
- Bokréta. Negyedik könyv Baja Mihály, Gulyás József, Gyökössy Endre, Madai Gyula, Oláh Gábor versei. Pintér Jenő előszavával. Debrecen: Debreceni Csokonai Kör. 1928.
- Fehér galamb száll a falu felett (dalok, Budapest, 1932)[8]
- Apró jónapok hegedőse (versek, Budapest, 1938)